# Haraldssund
Haraldssund (danska: Haraldsund) är en småort och största samhället på ön Kunoy, en av de öar som utgör Färöarna. Haraldssund tillhör Kunoys kommun och hade vid folkräkningen 2015 58 invånare. Haraldssund är sammanlänkat med centralorten Kunoy via en tunnel under berget.
Samhället grundades troligen under landnamstiden innan år 1200. Den äldsta delen av Haraldssund, Heimi í Hús och Suðuri á Bakka, består av tio hus, medan den nya delen Á Leiti består av elva hus.
Bortsett från lantbruk, som i huvudsak består av fårskötsel, finns inget större näringsliv i Haraldssund. Under en period producerade en industriverksamhet i samhället arbetshandskar. Genom en landfyllning från 1986 knyts Haraldssund ihop med Klaksvík via Strond och de flesta arbetspendlar in till Klaksvík.

## Befolkningsutveckling
| Befolkningsutvecklingen i Haraldssund 1985–2015 | Befolkningsutvecklingen i Haraldssund 1985–2015 | Befolkningsutvecklingen i Haraldssund 1985–2015 | Befolkningsutvecklingen i Haraldssund 1985–2015 | Befolkningsutvecklingen i Haraldssund 1985–2015 |
| ----------------------------------------------- | ----------------------------------------------- | ----------------------------------------------- | ----------------------------------------------- | ----------------------------------------------- |
|                                                 |                                                 |                                                 |                                                 |                                                 |
| År                                              |                                                 |                                                 | Folkmängd                                       |                                                 |
| 1985                                            | 1985                                            |                                                 | 51                                              |                                                 |
| 1990                                            | 1990                                            |                                                 | 71                                              |                                                 |
| 1995                                            | 1995                                            |                                                 | 65                                              |                                                 |
| 2000                                            | 2000                                            |                                                 | 72                                              |                                                 |
| 2005                                            | 2005                                            |                                                 | 75                                              |                                                 |
| 2010                                            | 2010                                            |                                                 | 72                                              |                                                 |
| 2015                                            | 2015                                            |                                                 | 58                                              |                                                 |
|                                                 |                                                 |                                                 |                                                 |                                                 |